# Magyar festők és grafikusok adattára
Magyar festők és grafikusok adattára, Untertitel Életrajzi lexikon az 1800–1988 között alkotó festő- és grafikusművészekről ist eine in ungarischer Sprache verfasste biografische Enzyklopädie von Malern und Grafikern, die zwischen 1800 und 1988 in Ungarn tätig waren.
Das Lexikon wurde von György Seregélyi zusammengestellt und herausgegeben; lektoriert wurde das Werk von den Kunsthistorikern Miklós Losonci und Rezső Szíj. Das Lexikon hat 729 Seiten, beinhaltet 4130 biografische Artikel von ungarischen Malern und Grafikern, wurde in einer Auflage von 5000 Exemplaren bei Szegedi Nyomda gedruckt und kam 1988 zum Preis von 950 Forint in den Buchhandel. Das in Szeged herausgegebene Nachschlagewerk hat die ISBN 963-500-817-1.
Das Allgemeine Künstlerlexikon und die dazugehörige Datenbank Allgemeine Künstlerlexikon – Internationale Künstlerdatenbank – Online zitiert das Lexikon unter der Abkürzung MagyFestAdat, 1988.